# مايكل هورتون
مايكل هورتون (بالإنجليزية: Michael Horton)‏ هو عالم عقيدة أمريكي، ولد في 11 مايو 1964.